# Into the Dark
Into the Dark es una serie de televisión estadounidense de terror antológico. La serie se estrenó el 5 de octubre de 2018, en Hulu. La serie consta de dos temporadas de doce episodios, cada uno publicado con un mes de diferencia, que se centran en unas vacaciones encontradas en el mes en que se publican.

## Argumento
Cada episodio de la serie está inspirado en un día festivo del mes en que se estrena.

## Episodios
| Temporada | Temporada | Episodios | Episodios             | Emisión original     | Emisión original        | Primera emisión       | Última emisión         |
| Temporada | Temporada | Episodios | Episodios             | Primera emisión      | Última emisión          | Primera emisión       | Última emisión         |
| --------- | --------- | --------- | --------------------- | -------------------- | ----------------------- | --------------------- | ---------------------- |
|           | 1         | 12        | 12                    | 5 de octubre de 2018 | 6 de septiembre de 2019 | 28 de enero de 2019   | 6 de diciembre de 2019 |
|           | 2         | 12        | 10                    | 4 de octubre de 2019 | 17 de julio de 2020     | 31 de octubre de 2019 | 16 de octubre de 2020  |
| 2         | 2         | 12        | 12 de febrero de 2021 | 26 de marzo de 2021  | 19 de febrero de 2021   | 16 de abril de 2021   |                        |

## Producción

### Desarrollo
El 9 de enero de 2018, se anunció que Hulu había otorgado la producción de una serie que consistiera en una primera temporada de doce episodios. Se programó que cada episodio se lanzara con un mes de diferencia a partir de octubre de 2018. Se esperaba que los primeros doce episodios de la serie funcionaran como historias independientes, aunque se esperaba que algunas partes narrativas o partes estructurales los conectaran.
El 2 de mayo de 2018, se anunció que la serie se había titulado Into the Dark y se estrenaría el 5 de octubre de 2018 con un episodio titulado «The Body», dirigido por Paul Davis, quien coescribió el guion con Paul Fisher. Davis y Fisher fueron anunciados como productores y Alexa Faigen como productora ejecutiva. Además, el segundo episodio de la serie también se anunció con el título «Flesh & Blood», con la dirección de Patrick Lussier, y una fecha de lanzamiento el 2 de noviembre de 2018. El 11 de octubre de 2018, el diseñador de producción Cecil Gentry reveló en una entrevista con Dead Entertainment que estaba trabajando en diez de los doce episodios de la serie, que un episodio centrado en la Navidad titulado «Pooka» se emitiría en diciembre, y que un episodio centrado en el Día de los Inocentes titulado «I'm Just Fucking with You» se emitiría en abril. Ese mismo día, se informó que «I'm Just Fucking with You» sería dirigido por Adam Mason a partir de un guion de Gregg Zehentner y Scott Barkan. También informó que un episodio titulado «School Spirit» se estrenaría en agosto de 2019 y sería dirigido por Patrick Casey y Josh Miller. El 27 de noviembre de 2018, se informó que un episodio titulado «New Year, New You» se emitiría en enero de 2019, un episodio centrado en el Día de San Valentín y titulado «Down» se emitiría en febrero, y que un episodio titulado «Treehouse» saldría al aire en marzo. El 7 de diciembre de 2018, se informó que Sophia Takal había dirigido «New Year, New You» a partir de un guion escrito por Adam Gaines. Ahora se esperaba que el episodio se estrenara el 28 de diciembre de 2018. El 18 de diciembre de 2018, se informó que Daniel Stamm dirigiría «Down» desde un guion escrito por Kent Kubena y que se estrenaría el 1 de febrero de 2019. También se anunció que James Roday escribiría y dirigiría «Treehouse» y se estrenará el 1 de marzo de 2019.

### Casting
Simultáneamente con el anuncio del estreno de la serie, se confirmó que Tom Bateman, Rebecca Rittenhouse, Aurora Perrineau, David Hull, y Ray Santiago protagonizarían el primer episodio de la serie y que Dermot Mulroney, Diana Silvers, y Tembi Locke protagonizaría el segundo episodio. El 12 de noviembre de 2018, se anunció que el tercer episodio sería protagonizada por Nyasha Hatendi. El 7 de diciembre de 2018, se informó que el cuarto episodio sería protagonizado por Suki Waterhouse, Carly Chaikin, Kirby Howell-Baptiste, y Melissa Bergland. El 18 de diciembre de 2018, se informó que el quinto episodio sería protagonizado por Natalie Martinez, Matt Lauria, Arnie Pantoja, Diane Sellers, y Christina Leone y que el sexto episodio sería protagonizado por Jimmi Simpson, Mary McCormack, Shaunette Renee Wilson, Maggie Lawson, Stephanie Beatriz, Julianna Guill, Michael Weston, Amanda Walsh, Sutton Foster, y Cass Bugge. El 16 de enero de 2019, se anunció que Keir O'Donnell, Hayes MacArthur, y Jessica McNamee protagonizarían el séptimo episodio. protagonizarían el séptimo episodio Samantha Mathis, Israel Broussard, Aurora Perrineau, Dora Madison, y Frank Whaley protagonizarían el octavo episodio. El 12 de abril de 2019, se anunció que Clayne Crawford, Josephine Langford, Lia McHugh y Robyn Lively protagonizarían el noveno episodio. Además se anunció que Martha Higareda, Shawn Ashmore, Barbara Crampton, Felipe de Lara, Creed Bratton y Richard Cabral aparecerán en el décimo episodio. El 5 de junio de 2019, se informó que Corey Fogelmanis, Annie Q., Jessi Case, Julian Works, Philip Labes y Hugo Armstrong protagonizarían el undécimo episodio.

## Lanzamiento

### Marketing
El 13 de septiembre de 2018, se lanzó el primer tráiler de la serie, que anunciaba del primer episodio «The Body». El 1 de octubre de 2018, se lanzó un segundo tráiler del episodio. El 24 de octubre de 2018, se lanzó un tráiler del episodio «Flesh and Blood». El 26 de noviembre de 2018, un tráiler del episodio «Pooka!» fue lanzado. El 6 de diciembre de 2018, un clip de «Pooka!» fue lanzado. El 12 de diciembre de 2018, se publicó una serie de imágenes de «New Year, New You». Cinco días después, el tráiler oficial del episodio fue lanzado. El 23 de diciembre de 2018, una serie de imágenes fijas del episodio «Down» fueron lanzadas. El 19 de febrero de 2019, se lanzó el tráiler del episodio «Treehouse». El 20 de marzo de 2019, se publicó un tráiler del episodio «I'm Just F*cking with You». El 18 de abril de 2019, se lanzó el tráiler del episodio «All That We Destroy». El 30 de mayo de 2019, se lanzó un tráiler del episodio «They Come Knocking».

### Distribución
El 11 de octubre de 2018, se anunció que Sony Pictures Television había adquirido los derechos internacionales de la serie. Se esperaba que Sony sacara la serie a la venta internacionalmente y comenzara su esfuerzo de venta en el mercado Mipcom en Cannes la semana siguiente. La serie se estrenó en Latinoamérica el 25 de enero de 2019 en Space.

## Recepción
La serie ha recibido una respuesta positiva de la crítica en su estreno. En Rotten Tomatoes la serie tiene un índice de aprobación del 73%, basado en 8 reseñas, con una calificación promedio de 5.70/10. El consenso crítico del sitio dice, «Into the Dark es una antología de terror que ofrece a los espectadores una selección de cuentos góticos aterradores e ingeniosos, como una bandeja de bombones de telarañas, que se convierten en una delicia espeluznante para Halloween.»
| Into the Dark (temporada 1): Recepción crítica por episodio                                 |                                                                  |
| ------------------------------------------------------------------------------------------- | ---------------------------------------------------------------- |
| Gráfico no disponible temporalmente debido a problemas técnicos.                            |                                                                  |
| - Temporada 1 (2018–19): Porcentaje de reseñas positivas según el sitio web Rotten Tomatoes |                                                                  |
|                                                                                             | Gráfico no disponible temporalmente debido a problemas técnicos. |